# Thaumatomyia parviceps
Thaumatomyia parviceps är en tvåvingeart som först beskrevs av Malloch 1915.  Thaumatomyia parviceps ingår i släktet Thaumatomyia och familjen fritflugor. Inga underarter finns listade i Catalogue of Life.